# Uniform m/1960 kv
Frivilliguniform m/60 kv var ett tidigare uniformssystem för frivilliga kvinnor inom försvarsmakten. Uniformen blev en modernisering av den kvinnliga uniformen inom försvarsmakten. Uniformen fungerade även som fältdräkt fram till att Fältuniform m/70 kv togs fram.  

## Användning
Som ovan nämnts användes den enbart av frivilliga kvinnor. Uniformen var ytterligare en förnyelse av tidigare frivilliguniformerna m/42 kv och m/57 kv.

## Persedlar
I stora drag bars följande persedlar.
- Axelklaffar (till rockklänning)
- Barett m/60 kv
- Blus m/60 kv
- Blus, vit (till högtidsdräkt)
- Fältbyxor m/60 kv
- Handskar
- Jacka m/60 kv
- Kappa m/60 kv
- Kjol m/60 kv
- Lågskor, svarta
- Rockklänning m/60 kv
- Strumpor, brungrå
- Handskar/Vantar